# Renta Higashi
Renta Higashi (japanisch 東 廉太 Higashi Renta; * 17. Juni 2004 in der Präfektur Yamaguchi) ist ein japanischer Fußballspieler.

## Karriere
Renta Higashi erlernte das Fußballspielen in der Mannschaft der Yanagito Soccer Sports Boy Scouts, in der Schulmannschaft der Takagawa Gakuen Jr. High School sowie in der Jugenmannschaft des FC Tokyo. Hier unterschrieb er am 1. Februar 2023 seinen ersten Vertrag. Der Verein, der in der Präfektur Tokio beheimatet ist, spielt in der ersten Liga, der J1 League. Am 1. August 2023 wechselte er auf Leihbasis zum Drittligisten SC Sagamihara. Sein Drittligadebüt für den Verein aus Sagamihara gab Higashi am 5. August 2023 (21. Spieltag) im Heimspiel gegen Kamatamare Sanuki. Bei dem 1:0-Erfolg stand er in der Startelf und spielte die kompletten 90 Minuten. Für den Drittligisten bestritt er vier Ligaspiele. Nach der Ausleihe kehrte er im Januar 2024 zum FC Tokyo zurück. Die Saison 2024 kam er in der Liga nicht zum Einsatz. Anfang 2025 wechselte er auf Leihbasis zum Drittligisten Giravanz Kitakyūshū nach Kitakyūshū.